# 橋本吾郎
橋本 吾郎（はしもと ごろう、1999年7月23日 - ）は、ジャパンラグビーリーグワン埼玉パナソニックワイルドナイツに所属するラグビー選手。

## プロフィール
- 埼玉県出身。
- ポジションはロック(LO)、フランカー(FL)。
- 身長 190 cm、体重 101 kg

## 略歴
中学からラグビーを始めた。
2018年、正智深谷高校卒業後、中央大学に入る。
2022年、埼玉パナソニックワイルドナイツに加入。